# Intronizacja

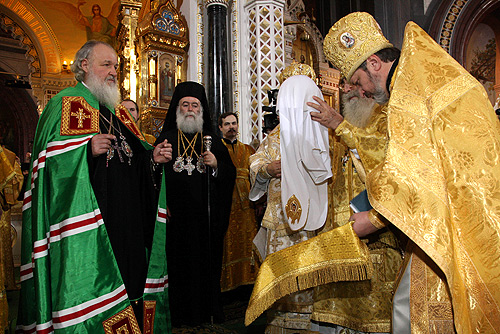
Intronizacja patriarchy

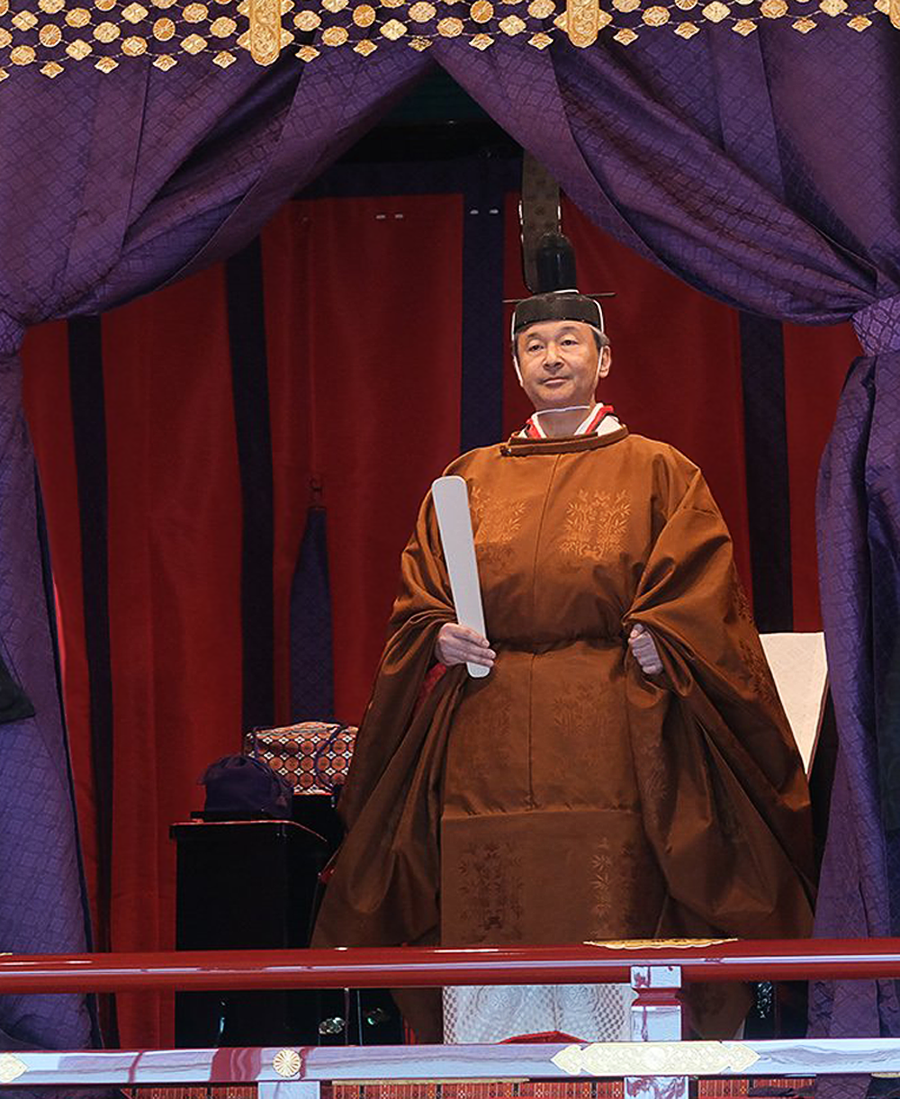
Ceremonia intronizacji cesarza Naruhito, 22 października 2019

Intronizacja (łac. inthronizatio, inthronizare; gr. enthronídzein (thrónos tron)) – wyniesienie na tron. Terminem tym określa się wyniesienie do rządów nowego papieża lub biskupa, a także koronację króla.
Jednym z przykładów intronizacji jest wstąpienie na tron cesarza Japonii. Ponieważ w przeciwieństwie do większości innych monarchii Japonia nie ma korony dla swojego władcy, właściwym terminem jest „intronizacja” (jap. sokui), nie zaś „koronacja”. Sama ceremonia nazywa się sokui-no-rei.